# Провінції Каталонії

Адміністративний поділ Каталонії.

Провінції Каталонії (кат. Províncies de Catalunya) — чотири провінції, що входять до складу автономного співтовариства Каталонія, Королівства Іспанія. Це Барселона (кат. Província de Barcelona), Таррагона (кат. Província de Tarragona), Льєйда (кат. Província de Lleida, ісп. Provincia de Lérida) і Жирона (кат. Província de Girona, ісп. Provincia de Gerona).

## Історія
Кадіські кортеси спочатку ухвалили рішення про створення провінції Каталонія. Але 1813 року було ухвалене нове рішення — розділити цю провінцію на три: дві приморські (зі столицями в Барселоні та Таррагоне) й одну внутрішню (зі столицею в Сео-де-Уржель).
З поверненням на іспанський престол Фердинанда VII в 1814 року, адміністративний устрій було повернуто до того, яке було при старому режимі. Під час повстання Рафаеля Ріего в 1822 у були створені чотири провінції: Каталонія (зі столицею в Барселоні), Таррагона, Льейда і Жирона. Це розділення було скасовано в 1823 року з поверненням до влади короля.
Нарешті при регентстві Марії Христини згідно з декретом від 30 листопада 1833 а в рамках реформ Хав'єра де Бургос були встановлені чотири нинішні провінції.